# American History X
American History X ist ein Filmdrama aus dem Jahre 1998. Er beschäftigt sich mit der US-amerikanischen Neonazi-Szene. Tony Kaye führte Regie.

## Handlung
Derek Vinyard, ein in der Neonazi-Szene aktiver Skinhead, stellt Nachts zwei Afroamerikaner, die sein Auto stehlen wollen. Er erschießt einen und ermordet einen zweiten brutal durch „Randsteinbeißen“. Derek erhält wegen „voluntary manslaughter“  (Totschlags) eine dreijährige Haftstrafe und avanciert endgültig zum Helden sowohl der lokalen Neonaziszene als auch seines jüngeren Bruders Danny, der als Augenzeuge mit seiner Aussageverweigerung Derek vor einer deutlich höheren Gefängnisstrafe bewahrt.
Drei Jahre später ist auch Danny fest in der Szene verankert. Nachdem er einen Aufsatz für die Schule provokativ unter dem Titel „My Mein Kampf“ verfasst hat, bekommt er vom afroamerikanischen Schulleiter Sweeney Einzelstunden. Mit dem Einzelunterricht unter der Überschrift „Amerikanische Geschichte X“ möchte der Schulleiter ihn zum eigenständigen Denken anregen. Verweigert er die Mitarbeit, erfolgt ein Schulverweis. In der ersten Einheit soll er einen ehrlichen Aufsatz über sein großes Vorbild Derek schreiben.
Am selben Tag wird Derek nach Verbüßung seiner Strafe von der Familie am Gefängnis abgeholt. Er hat keine Glatze mehr und sein Verhalten ist weniger konfrontativ. Es wird klar, dass Derek sich von der Szene und ihrer Ideologie abgewandt hat. Vergeblich versucht er, Danny den Besuch eines Rechtsrock-Konzerts des älteren Neonazi-Anführers Cameron Alexander auszureden. Auch Derek erscheint auf der Party, um seinem früheren Mentor Alexander seinen Ausstieg aus der Szene mitzuteilen. Das lässt dieser nicht gelten; er möchte Derek wieder als Kronprinzen einsetzen, zumal sich die rechten Gruppen in der Zwischenzeit koordiniert haben und eine nicht zu unterschätzende Macht darstellen. Als aber Alexander versucht, die beiden Brüder gegeneinander auszuspielen, verliert Derek die Nerven, greift Alexander körperlich an und bringt damit seine alten Szene-Freunde gegen sich auf. Er wird von seinem angeblichen Freund Seth sogar mit einer Pistole bedroht. Auch Danny reagiert wütend, woraufhin Derek ihm in einem langen abendlichen Gespräch die Gründe für seinen Einstieg und Ausstieg aus der Szene offenlegt.
Blick zurück in die Vergangenheit: In einem Gespräch am Esstisch der Familie Vinyard, in dem der noch jugendliche Derek von der Lektüre des Buches Native Son aus dem Englischunterricht erzählt, zeigt sein (später getöteter) Vater eine rassistische Grundhaltung. Er äußert sich negativ über die affirmative action der Behörden, die ihm an seinem Arbeitsplatz weniger qualifizierte afroamerikanische Kollegen zur Seite stellten, wobei bessere weiße Mitbewerber das Nachsehen hätten. Damit überzeugt er Derek, das Buch und die Lehren seines Englischlehrers nicht ernst zu nehmen.

„Vater: ‚Tauschen wir jetzt alle guten Bücher gegen schwarze Bücher? […] Sowas musst du in Frage stellen, Derek. Du musst den Überblick behalten …‘

Derek: ‚… weiß nicht, trotzdem. Ich weiß nicht. Dr. Sweeney, der macht einen so starken Eindruck, dass es schwer ist, nicht zuzuhören. Na ja, manches was er sagt, das ist vielleicht …‘

Vater: ‚… das ist Blödsinn … ‘
Derek: ‚Ja … vielleicht manchmal …‘

Vater: ‚Nein, nein, es ist Nigger-Blödsinn … das verstehst du, oder?‘

Derek: ‚Ja‘ …“

Wenig später wird Dereks Vater, von Beruf Feuerwehrmann, bei einem Einsatz von einem Schwarzen erschossen. Dieser Verlust bestärkt den haltsuchenden Derek in seiner rassistischen Entwicklung. Seine Bekanntschaft mit dem überzeugten Neonazi Alexander lässt Derek weiter in die Szene einsteigen. Alexander nutzt geschickt Dereks ausgeprägtes Charisma, um die jüngere Generation anzusprechen.
Erst während seines Haftaufenthalts durchschaut Derek, dass es Cameron nicht nur um das eigene rassistische Weltbild ging, sondern vor allem um persönliche Vorteile und den Ausbau der eigenen Macht. Dazu passt, dass die Neonazi-Gang (Aryan Brotherhood), an die Derek im Gefängnis schnell Anschluss findet, mit „Chicanos“ Handel treibt, um an Drogen für weiße Mithäftlinge zu gelangen. Angewidert wendet sich der idealistische Derek von der Aryan Brotherhood ab. Ohne sie wird er unterdrückt, vergewaltigt und ist den weißen Häftlingen im Gefängnis schutzlos ausgeliefert. Derek beginnt folglich im Gefängnis, seine menschenfeindliche Ideologie grundlegend zu hinterfragen und erkennt immer mehr die Unsinnigkeit seiner Weltanschauung.
Bei der gemeinsamen Arbeit in der Wäscherei macht Derek zudem die Bekanntschaft eines Schwarzen, genannt Lamont, dem er zu vertrauen beginnt und gegenüber dem er nach und nach auftaut. Diesem Mitgefangenen hat er es offenbar auch zu verdanken, dass er das Gefängnis ohne Übergriffe schwarzer Häftlinge verlassen kann, denn die nicht-weißen Häftlinge lassen ihn selbst nach seinem Austritt aus der Aryan Brotherhood in Ruhe. Auch daher hat sich während seines Gefängnisaufenthalts seine Idee von „Rasse“ grundlegend gewandelt.
Danny versteht nach dem Gespräch die Beweggründe seines Bruders, die beiden nähern sich einander wieder an. Noch in der Nacht schreibt Danny den verlangten Aufsatz über seinen Bruder, sich selbst gegenüber ehrlich und mit einem versöhnlichen Grundton. Dereks Vorhaben, aus der Szene auszusteigen und auch seinen Bruder herauszuhalten, scheint also Erfolg zu haben. Am nächsten Morgen jedoch wird Danny von einem afroamerikanischen Mitschüler auf der Schultoilette erschossen. Dieser hatte zu Beginn des Films zusammen mit zwei weiteren afroamerikanischen Schülern einen weißen Jungen verprügelt und Danny war dazwischengetreten.
Der Abspann des Films wird mit einem gekürzten Zitat von Abraham Lincoln eingeleitet, der nicht namentlich als Urheber genannt wird. Es stammt aus seiner ersten Antrittsrede vom 4. März 1861:

“We are not enemies, but friends. We must not be enemies. Though passion may have strained it must not break our bonds of affection. The mystic chords of memory will swell when again touched, as surely they will be, by the better angels of our nature.”

„Wir sind keine Feinde, sondern Freunde. Wir dürfen keine Feinde sein. Leidenschaft mag die Bande unserer Zuneigung anspannen, aber zerreißen darf sie sie nicht. Die mystischen Klänge der Erinnerung werden ertönen, wenn – und das ist sicher – die besseren Engel unserer Natur sie wieder berühren.“

## Entstehung und Inszenierung
Der Film wurde vor der endgültigen Veröffentlichung mehrfach umgeschnitten, teilweise auch ohne das Wissen und Einverständnis des Regisseurs Tony Kaye. Tony Kaye war daraufhin so wütend, dass er nicht mehr namentlich im Abspann mit dem Film in Verbindung gebracht werden wollte (Pseudonym Alan Smithee). Sein Pseudonymsgesuch bei der Directors Guild of America (DGA, Gewerkschaft für Regisseure) scheiterte, woraufhin er die Produktionsfirma New Line Cinema und die DGA auf 275 Mio. US-Dollar verklagte.
Der Film springt zwischen zwei Zeitebenen hin und her: Die Szenen in der Vergangenheit sind schwarz-weiß, wohingegen die Szenen der Gegenwart in Farbe sind.
Edward Norton trainierte sich für seine Rolle ca. 11 kg Muskelmasse an.

## Rezeption
American History X erhielt ein gutes Presseecho, was sich auch in den Auswertungen US-amerikanischer Aggregatoren widerspiegelt. So erfasst Rotten Tomatoes größtenteils positive Besprechungen und ordnet den Film damit als „Verbrieft Frisch“ ein. Laut Metacritic fallen die Bewertungen im Mittel „Grundsätzlich Wohlwollend“ aus.
Besonders Edward Norton erhielt große Anerkennung. Er wurde bei der Oscarverleihung 1999 sowie den Saturn-Awards 1999 als „Bester Hauptdarsteller“ nominiert.
Roger Ebert lobte in der Chicago Sun-Times vom 30. Oktober 1998 besonders die Fotografie sowie die darstellerischen Leistungen. Die „erschreckendsten“ und „überzeugendsten“ Szenen seien nach Meinung des Kritikers jene, die den Zusammenhalt der Skinheads darstellen. Kaye schaffe es jedoch nicht, Dereks Wandel zum Rassisten glaubhaft zu schildern. Ebert resümierte dennoch, der Film sei „wirkungsvoll“ und „gut gemacht“.
James Berardinelli meinte in seiner auf ReelViews verfassten Kritik, den Film könne man nicht leicht vergessen. Nortons Darstellung gehöre zu den besten des Jahres, wobei der von ihm verkörperte Derek auch der einzige vollständig entwickelte Charakter des Films sei. American History X sei keine umfassende Auseinandersetzung mit Rassismus, Hass oder innerstädtischer Gewalt, sondern zeige, wie diese Elemente eine Familie auseinanderreißen.

„Kunstvoll verschachteltes Drama, das aus der Perspektive seines jüngeren Bruders die Vergangenheit rekapituliert und dieses mit suggestiven Bildern in die Ereignisse am Tag der Entlassung einschneidet. Obwohl die herausfordernde Reflexion über Gewalt und Rassismus überzeugend gespielt ist und sich abseits gängiger Kinokonventionen bewegt, kann der in seinen Absichten eindeutige Film dennoch missverstanden und sogar für eine rechte Ideologie missbraucht werden.“

„Es ist ein verdammt gewagtes Lehrstück. Derek Vinyard heißt der Mann, der hier zum Helden aufgebaut wird, faszinierend gespielt von Edward Norton […]. [E]iner, zu dem man aufschauen kann, hochintelligent, vollgestopft mit rassistischen Statistiken. Auf dem Basketball-Platz von Venice Beach besiegt er die schwarzen Platzhirsche im Alleingang – und auch das ist so inszeniert, daß selbst die Ästhetik von Nazi-Filmerin Leni Riefenstahl dagegen harmlos wirkt. Was der Film dann schafft, ist nahezu ein Wunder – die komplette ideologische Umkehrung jener Werte, die er in der ersten halben Stunde aufgebaut hat. Derek muß wegen Totschlags ins Gefängnis, und plötzlich paßt nichts mehr zusammen: Er haßt alle Schwarzen – aber der, mit dem er in der Wäscherei arbeitet, ist irgendwie okay. Derek wird vergewaltigt – aber nicht von den angeblichen Untermenschen, sondern von seinen eigenen Nazi-Kumpels. Als er aus dem Gefängnis kommt, ist er ein völlig anderer Mensch. Jetzt geht es ihm nur noch darum, seinen Bruder vor jenem Rassismus zu retten, den er ihm selber eingepflanzt hat. Auch dieses Problem löst der Film – allerdings nicht auf typische Hollywood-Art, sondern so verstörend wie das Leben selbst.“

Auch das Publikum war sehr angetan. So vergaben US-Kinobesucher einen CinemaScore von A entsprechend der deutschen Schulnote 1. Außerdem setzen die Nutzer der Filmdatenbank IMDb American History X auf Platz 41 ihrer Top 250 beliebtesten Filme.

## Gesellschaftliche Relevanz
Aufgrund der differenzierten und ausdrucksvollen Darstellung wird American History X häufig an Schulen zur pädagogischen Thematisierung von Rechtsextremismus und Rassismus behandelt. In Deutschland gab die Bundeszentrale für politische Bildung Informations- und Lehrmaterial über den Film heraus.
Die Täter des Mordes an Marinus Schöberl am 12. Juli 2002 ahmten vermutlich das im Film dargestellte „Bordsteinbeißen“ nach. Der Film war im Fernsehen ausgestrahlt worden.